# Petru Mărginean
Petru Mărginean (n. 23 august 1959, Deva, Hunedoara, România) este un inginer și politician din România, primar al municipiului Deva în perioada 2012–2016.

## Activitate profesională
A terminat în 1985 cursurile Facultății de Construcții din cadrul Institutului Politehnic Cluj-Napoca, iar în 2006 pe cele ale Universității Creștine Dimitrie Cantemir din București, Facultatea de Științe Politice. Inginer de meserie, a lucrat în domeniul construcțiilor din 1985 până în anul 2000. 

## Activitate politică și administrativă
În anul 1996 intră în politică, fiind membru fondator al filialei județene PUR devenit ulterior Partidul Conservator. În 1999, preia șefia filialei județene a partidului și se implică din ce în ce mai activ în viața politică. În 2001 începe o carieră și în administrație. Este numit subprefect al județului Hunedoara, funcție pe care o deține până în 2003. În perioada 2004 – 2008, ocupă postul de vicepreședinte al Consiliului Județean Hunedoara. În 2012 a fost ales primar al municipiului Deva și a candidat în 2016 din partea Partidului Național Liberal pentru un nou mandat în fruntea orașului, dar a fost învins de fostul primar și deputat în funcție Mircia Muntean.
În anul 2020, Petru Mărginean, candidează din partea PPU-SL pentru funcția de primar al Municipiului Deva.